# 天使心 (北條司)
《天使心》（Angel Heart）是北条司創作的日本漫畫作品。第一部從2001年開始在《週刊Comic Bunch》連載，直到2010年《週刊Comic Bunch》停刊，單行本共33冊。漫畫第二部在2010年末在《月刊Comic Zenon》上重新連載，單行本至2017年完结，全16冊。系列漫畫的累計發行量已達到2500萬冊。2015年10月，由日本電視台改拍為真人版電視連續劇，由上川隆也主演。 
根據北条司的說法，《天使心》並非《城市獵人》的續集，只是沿用《城市獵人》故事人物的平行世界作品。

## 劇情大綱
故事一開始，槙村香不幸於交通事故中逝世，其心臟被移植到台灣的殺手李香瑩身上。之後，李香瑩脫離組織，成為冴羽獠的女兒，共組新的城市獵人。
《天使心》劇情多著墨在槙村香與李香瑩之間的心靈溝通部分，故整體風格比較偏向感性發展，與《城市獵人》相同角色的背景設定略有不同。例如：原本在《城市獵人》裡的海坊主與美樹這對夫妻一同經營貓眼咖啡店，但在《天使心》裡則是由單身的海坊主（海怪）一人經營，沒有美樹這個角色。海坊主另外收養了一名少女（美紀）。而冴羽獠跟槙村香的初次相遇也不同。香的姐姐也從未跟香見過面。

### 跟《城市獵人》的差異
- 《天使心》的槙村香品性善良有如天使，是朋友圈的核心。《城市獵人》沒有這樣的描述。
- 槙村香的哥哥秀幸在《城市獵人》是死於獠的養父海原神的神經藥物「天使塵」殺手；《天使心》內，槙村秀幸是死於暗戀冴子的連環殺手。
- 《城市獵人》記載冴羽獠與海坊主的僱傭兵故事都是發生在中南美洲，而且兩人是敵對的傭兵集團，海坊主雙目是冴羽獠所傷。但《天使心》冴羽獠與海坊主是同一僱傭兵部隊，海坊主是為了拯救被孤軍包圍的冴羽獠而失去雙目，戰事多是發生在亞洲、東南亞。
- 《城市獵人》記載海坊主拯救了孤女美樹，美樹長大後追求海坊主，結成夫婦。《天使心》記載海坊主與戰場護士彌生相戀，而美紀(未來)是海坊主退役後收養的一個年幼女孩。

## 登場人物
李香瑩
声優：川崎真央（日本）；許雲雲（台灣）；鄭麗麗（香港）
演員：三吉彩花（電視劇）、歐陽娣娣（網絡劇）
本作主角。台灣人，曾是職業殺手。代號玻璃心（Glass Heart），為了脫離組織「正道會」不再殺人而自殺。其後移植了槙村香的心臟，成為冴羽獠和槙村香的養女。與香的性格是南轅北轍，“不同以往乾淨俐落手法，這不經大腦的破壞”，但因獲得了香的心臟，繼承了香的一部分性格，更繼承了香的“鐵槌”。
冴羽獠
声優：神谷明（日本）；梁興昌（台灣）；陳欣（香港）
演員：上川隆也（電視劇）、高偉光（網絡劇）
初期是一名在世界各地打仗的傭兵，而後成了一名殺手，在暗殺槙村秀幸的任務失敗後，與槙村成為拍檔，槙村死後，與槙村秀幸的妹妹槙村香成為了拍檔，之後兩人決定結婚。但在拍婚紗照的當天，香車禍身亡。失去生活意義的獠開始過著自暴自棄的生活，直到擁有阿香心臟的女人「香瑩」的出現，冴羽獠再度有了生活重心，亦重新開始C.H的業務。
槙村香
声優：伊倉一惠（日本）；許雲雲（台灣）；許盈（香港）
演員：相武紗季（電視劇）、飯豐萬理江（網絡劇）
獠最愛的女拍擋，於交通事故逝世。其心臟和靈魂便移植了香瑩的身上。當香瑩照上鏡子或受委託人士心靈困惑時，就會以影子形式再次出現。
槙村秀幸
声優：田中秀幸（日本）；陳宏瑋（台灣）；伍博民（香港）
一名刑警，阿香的哥哥，小時候並不想當一名警察，但因為父親的殉職，讓他選擇了警校而非東大。之後他因強烈的正義感，成為了初代C.H，並且和獠搭檔。他在之後被一名連續殺人犯殺害。
海坊主（海怪）
声優：玄田哲章（日本）；陳宏瑋（台灣）；梁志達（香港）
前僱傭兵，獠的拍檔。失明後退役，當了「貓之眼」咖啡廳 Cat's Eye 的老闆，其咖啡廳裝有防彈玻璃及內藏很多危險武器。
在城市獵人中本名為伊集院隼人而人稱 Falcon（隼）（台灣版本譯為「法爾肯」），但在本作中由作者訪談得知其身分是「名為Falcon的黑人」
李堅強
声優：有本欽隆、青年期：野島裕史（日本）；譚炳文、青年期：李錦綸（香港）
演員：龍雷太（電視劇）
台灣黑幫正道會龍頭老大，香瑩的親生父親。
李謙德
声優：有本欽隆、青年期：野島健兒（日本）；青年期：招世亮（香港）
李堅強的孿生弟弟，為了救最珍愛的女兒（事實上是姪女）香瑩，被組織的叛亂分子射殺。
野上冴子
声優：麻上洋子（日本）；馬君珮（台灣）；陸惠玲（香港）
演員：高島禮子（電視劇）、秦嵐（網絡劇）
獠的舊相識，新宿西警署署長。槙村秀幸的戀人。秀幸死後，與獠關係一直曖昧至今。
劉信宏
声優：鈴木千尋（日本）；陳宏瑋（台灣）；張裕東（香港）
演員：三浦翔平（電視劇）、林一（網絡劇）
香瑩訓練生時代的同伴，對香瑩抱有好感，獲李大人“恩准”留在新宿，現在於海坊主的咖啡廳工作。
陳侍從長
声優：矢田耕司（日本）；黃子敬（香港）
李大人的左右手，在新宿有一間叫“玄武門”的中華料理店，暗中照顧香瑩，向李大人報告其女兒的情況。
楊芳玉
声優：緒方惠美（日本）；傅其慧（台灣）；謝潔貞 （香港）
同樣是獠的舊相識，統領僱傭兵部隊“黑豹”，獠認為她是危險的女人。獠曾許諾娶楊芳玉。楊芳玉以此為由，不斷要脅獠，讓獠十分懼怕。
餅山秀夫
声優：龍田直樹（日本）；陳永信（香港）
別名阿餅，原是黑幫的小頭目，現在在“玄武門”工作。
美紀未來
声優：小山茉美（日本）；傅其慧（台灣）；楊善諭（香港）
以前是街童，其實是A國國王的私生女。因國家陷入爭奪王位的問題，美紀的母親逃亡到日本，成為遊民，在母親死後，美紀經常會念故事書給寂寞的人聽，之後成為法爾肯（海坊主）的養女。
變色龍（chameleon）
殺手，冷酷，絕不透露自我感情。擅長易容改裝，不論男女老幼都十分相似。似乎是男性，但極之喜歡以性感女裝示人，極之喜歡俊美男子。發現香瑩有殺手的兇殘本能，渴望將她培養為冷酷殺手，視香瑩深處的槙村香善良內心為一大障礙，不斷為城市獵人找難題麻煩，希望藉以摧毀香瑩的善良人格。變色龍的心靈、動機都十分神秘，似乎毫無感情，時而兇殘，時而尋迷玩樂而忘掉行動原意。在第二季，海坊主的養女美紀，發現自己無法閱讀變色龍的面目。變色龍發覺了美紀的面目讀心術特殊能力，視美紀為他的新目標。
笠井彌生（君塚彌生）
冴羽獠跟海坊主僱傭兵部隊的護士，與海坊主漸生情愫。可惜部隊戰敗，海坊主與彌生失去聯絡，互相認定對方已經陣亡。退出戰場，建立家庭。後來與丈夫死於空難。遺下女兒笠井葉月。
笠井葉月
新宿一診所的護士，自小聽父母說戰場往事，知道海坊主與母親的故事。偶遇海坊主，心生愛慕，時常出入「貓之眼」咖啡店。後來，向海坊主表白，戀情開始。葉月與海坊主的養女美紀關係良好，有如一對母女，似欲與海坊主建立家庭為目標。

## 出版書籍

### 天使心

#### 新潮社版
單行本
| 冊數 | 新潮社         | 新潮社                                                  |
| 冊數 | 發售日期       | ISBN                                                    |
| ---- | -------------- | ------------------------------------------------------- |
| 1    | 2001年10月9日  | ISBN 4-10-771001-7                                      |
| 2    | 2001年12月15日 | ISBN 4-10-771012-2                                      |
| 3    | 2002年3月15日  | ISBN 4-10-771026-2                                      |
| 4    | 2002年7月15日  | ISBN 4-10-771045-9                                      |
| 5    | 2002年11月15日 | ISBN 4-10-771065-3                                      |
| 6    | 2003年3月15日  | ISBN 4-10-771080-7                                      |
| 7    | 2003年6月15日  | ISBN 4-10-771096-3                                      |
| 8    | 2003年9月15日  | ISBN 4-10-771113-7                                      |
| 9    | 2003年12月15日 | ISBN 4-10-771125-0                                      |
| 10   | 2004年3月15日  | ISBN 4-10-771139-0                                      |
| 11   | 2004年6月15日  | ISBN 4-10-771154-4                                      |
| 12   | 2004年9月15日  | ISBN 4-10-771173-0                                      |
| 13   | 2004年11月15日 | ISBN 4-10-771184-6                                      |
| 14   | 2005年2月15日  | ISBN 4-10-771200-1                                      |
| 15   | 2005年6月15日  | ISBN 4-10-771220-6                                      |
| 16   | 2005年9月15日  | ISBN 4-10-771236-2                                      |
| 17   | 2005年12月15日 | ISBN 4-10-771252-4                                      |
| 18   | 2006年3月15日  | ISBN 4-10-771267-2                                      |
| 19   | 2006年6月15日  | ISBN 4-10-771277-X                                      |
| 20   | 2006年9月9日   | ISBN 4-10-771295-8                                      |
| 21   | 2007年1月15日  | ISBN 978-4-10-771313-1 ISBN 978-4-10-771308-7（限定版） |
| 22   | 2007年5月15日  | ISBN 978-4-10-771334-6                                  |
| 23   | 2007年8月15日  | ISBN 978-4-10-771350-6                                  |
| 24   | 2007年11月15日 | ISBN 978-4-10-771367-4                                  |
| 25   | 2008年2月15日  | ISBN 978-4-10-771381-0                                  |
| 26   | 2008年5月15日  | ISBN 978-4-10-771397-1                                  |
| 27   | 2008年9月15日  | ISBN 978-4-10-771420-6                                  |
| 28   | 2008年12月15日 | ISBN 978-4-10-771444-2                                  |
| 29   | 2009年3月15日  | ISBN 978-4-10-771468-8                                  |
| 30   | 2009年7月15日  | ISBN 978-4-10-771496-1                                  |
| 31   | 2009年11月15日 | ISBN 978-4-10-771530-2                                  |
| 32   | 2010年3月9日   | ISBN 978-4-10-771554-8                                  |
| 33   | 2010年9月15日  | ISBN 978-4-10-771588-3                                  |

導讀手冊
| 冊數 | 新潮社        | 新潮社                 | 東立出版社    | 東立出版社             |
| 冊數 | 發售日期      | ISBN                   | 發售日期      | ISBN                   |
| ---- | ------------- | ---------------------- | ------------- | ---------------------- |
| 全   | 2008年5月25日 | ISBN 978-4-10-771398-8 | 2009年8月14日 | ISBN 978-986-10-4158-2 |

#### 德間書店版
完全版/玉皇朝新裝版
| 冊數 | 德間書店       | 德間書店               | 尖端出版      | 尖端出版               | 玉皇朝         | 玉皇朝                 |
| 冊數 | 發售日期       | ISBN                   | 發售日期      | ISBN                   | 發售日期       | ISBN                   |
| ---- | -------------- | ---------------------- | ------------- | ---------------------- | -------------- | ---------------------- |
| 1    | 2012年3月19日  | ISBN 978-4-19-980073-3 | 2023年11月9日 | ISBN 978-626-3569-85-0 | 2021年3月9日   | ISBN 978-988-8742-07-3 |
| 2    | 2012年3月19日  | ISBN 978-4-19-980074-0 | 2023年11月9日 | ISBN 978-626-3569-86-7 | 2021年4月9日   | ISBN 978-988-8742-08-0 |
| 3    | 2012年4月20日  | ISBN 978-4-19-980080-1 | 2023年11月9日 | ISBN 978-626-3569-87-4 | 2021年6月1日   | ISBN 978-988-8742-34-9 |
| 4    | 2012年4月20日  | ISBN 978-4-19-980081-8 | 2023年11月9日 | ISBN 978-626-3569-88-1 | 2021年6月30日  | ISBN 978-988-8742-35-6 |
| 5    | 2012年5月19日  | ISBN 978-4-19-980086-3 | 2023年11月9日 | ISBN 978-626-3569-89-8 | 2021年7月31日  | ISBN 978-988-8742-66-0 |
| 6    | 2012年5月19日  | ISBN 978-4-19-980087-0 | 2023年11月9日 | ISBN 978-626-3569-90-4 | 2021年8月27日  | ISBN 978-988-8742-67-7 |
| 7    | 2012年6月20日  | ISBN 978-4-19-980091-7 | 2023年11月9日 | ISBN 978-626-3569-91-1 | 2021年9月29日  | ISBN 978-988-8742-84-4 |
| 8    | 2012年6月20日  | ISBN 978-4-19-980092-4 | 2023年11月9日 | ISBN 978-626-3569-92-8 | 2021年10月25日 | ISBN 978-988-8742-85-1 |
| 9    | 2012年7月20日  | ISBN 978-4-19-980098-6 | 2024年5月17日 | ISBN 978-626-3776-66-1 | 2021年11月26日 | ISBN 978-988-8783-10-6 |
| 10   | 2012年7月20日  | ISBN 978-4-19-980099-3 | 2024年5月17日 | ISBN 978-626-3776-67-8 | 2021年12月28日 | ISBN 978-988-8783-11-3 |
| 11   | 2012年8月20日  | ISBN 978-4-19-980102-0 | 2024年5月17日 | ISBN 978-626-3776-68-5 | 2022年1月25日  | ISBN 978-988-8783-33-5 |
| 12   | 2012年8月20日  | ISBN 978-4-19-980103-7 | 2024年5月17日 | ISBN 978-626-3776-69-2 | 2022年3月4日   | ISBN 978-988-8783-34-2 |
| 13   | 2012年9月20日  | ISBN 978-4-19-980109-9 | 2024年5月17日 | ISBN 978-626-3776-70-8 | 2022年4月4日   | ISBN 978-988-8783-72-4 |
| 14   | 2012年9月20日  | ISBN 978-4-19-980110-5 | 2024年5月17日 | ISBN 978-626-3776-71-5 | 2022年5月7日   | ISBN 978-988-8783-73-1 |
| 15   | 2012年10月20日 | ISBN 978-4-19-980114-3 | 2024年5月17日 | ISBN 978-626-3776-72-2 | 2022年5月31日  | ISBN 978-988-8783-79-3 |
| 16   | 2012年10月20日 | ISBN 978-4-19-980115-0 | 2024年5月17日 | ISBN 978-626-3776-73-9 | 2022年7月11日  | ISBN 978-988-8783-80-9 |
| 17   | 2012年11月20日 | ISBN 978-4-19-980121-1 |               |                        | 2022年8月12日  | ISBN 978-988-8783-95-3 |
| 18   | 2012年11月20日 | ISBN 978-4-19-980122-8 |               |                        | 2022年9月9日   | ISBN 978-988-8783-96-0 |
| 19   | 2012年12月20日 | ISBN 978-4-19-980127-3 |               |                        | 2022年10月19日 | ISBN 978-988-8821-18-1 |
| 20   | 2012年12月20日 | ISBN 978-4-19-980128-0 |               |                        | 2022年11月9日  | ISBN 978-988-8821-19-8 |
| 21   | 2013年1月19日  | ISBN 978-4-19-980134-1 |               |                        | 2022年12月22日 | ISBN 978-988-8821-42-6 |
| 22   | 2013年1月19日  | ISBN 978-4-19-980135-8 |               |                        | 2023年1月9日   | ISBN 978-988-8821-43-3 |
| 23   | 2013年2月20日  | ISBN 978-4-19-980137-2 |               |                        | 2023年2月17日  | ISBN 978-988-8821-60-0 |
| 24   | 2013年2月20日  | ISBN 978-4-19-980138-9 |               |                        | 2023年3月16日  | ISBN 978-988-8821-61-7 |

### 天使心 2nd Season
單行本
| 冊數 | 德間書店       | 德間書店               |
| 冊數 | 發售日期       | ISBN                   |
| ---- | -------------- | ---------------------- |
| 1    | 2011年3月22日  | ISBN 978-4-19-980001-6 |
| 2    | 2011年9月20日  | ISBN 978-4-19-980035-1 |
| 3    | 2012年3月19日  | ISBN 978-4-19-980069-6 |
| 4    | 2012年8月20日  | ISBN 978-4-19-980100-6 |
| 5    | 2013年1月20日  | ISBN 978-4-19-980130-3 |
| 6    | 2013年6月20日  | ISBN 978-4-19-980148-8 |
| 7    | 2013年11月20日 | ISBN 978-4-19-980170-9 |
| 8    | 2014年3月20日  | ISBN 978-4-19-980197-6 |
| 9    | 2014年9月20日  | ISBN 978-4-19-980232-4 |
| 10   | 2015年2月20日  | ISBN 978-4-19-980256-0 |
| 11   | 2015年7月18日  | ISBN 978-4-19-980280-5 |
| 12   | 2015年10月20日 | ISBN 978-4-19-980300-0 |
| 13   | 2016年4月20日  | ISBN 978-4-19-980341-3 |
| 14   | 2016年9月20日  | ISBN 978-4-19-980365-9 |
| 15   | 2017年2月20日  | ISBN 978-4-19-980393-2 |
| 16   | 2017年7月20日  | ISBN 978-4-19-980430-4 |

小說
- （仲野ワタリ/著 北条司/著）德間書店
  - 2017年8月17日發售、ISBN 978-4-19-864469-7

## 電視動畫

### 主題曲

#### 片頭曲
「虚ろな心」（第1話）
作曲：岩崎琢
「Finally」（第2話 - 第24話）
作詞 - 藤林聖子 / 作曲 - 森元康介 / 編曲 - Takuya Harada / 歌 - Sowelu
「Lion」（第25話 - 第38話）
作詞 - 松井五郎 / 作曲・歌 - 玉置浩二
「Battlefield of Love」（第39話 - 最終話）
作詞・作曲・歌 - 伊沢麻未 / 編曲 - DJ CLAZZIQUAI

#### 片尾曲
「虚ろな心」(第1話)
作曲：岩崎琢
「誰かが君を想ってる」（誰在想念著你）（第2話 - 第12話、第14話 - 第19話、第24話、最終話）
作詞・歌 - Skoop On Somebody / 作曲・編曲 - 土肥真生 + SOS
「Daydream Tripper」（第13話、第20話 - 第23話）
作詞 - 森雪之丞 / 作曲 - 石井妥師 / 編曲 - 土橋安騎夫 & 石井妥師 / 歌 - U WAVE
「My Destiny」（第25話 - 第41話）
作詞・作曲・編曲・歌 - カノン
「哀しみのAngel」（第42話 - 第46話）
作詞 - Satomi / 作曲 - 羽場仁志 / 編曲 - 水島康貴 / 歌 - 稲垣潤一
「FEEL ME」（第47話 - 第49話）
作詞・作曲 - 中西圭三 / 編曲 -上野圭市 / 歌 - 中西圭三

### 各話列表
| 集數   | 中文標題             | 日文標題 |
| ------ | -------------------- | -------- |
| 第1話  | 玻璃的心臟           |          |
| 第2話  | 香回來了             |          |
| 第3話  | XYZ的街              |          |
| 第4話  | 彷徨的心             |          |
| 第5話  | 永別了，香           |          |
| 第6話  | 再會                 |          |
| 第7話  | 我應該愛的街道       |          |
| 第8話  | 真正的朋友           |          |
| 第9話  | 香塋，遺失的名字     |          |
| 第10話 | 天使的微笑           |          |
| 第11話 | 父女的時間           |          |
| 第12話 | 船上的相遇與別離     |          |
| 第13話 | 李大人的禮物         |          |
| 第14話 | 復活的城市獵人       |          |
| 第15話 | 幫我找爸爸           |          |
| 第16話 | 成為獵人的資格       |          |
| 第17話 | 夢中的相遇           |          |
| 第18話 | 父女的羈絆           |          |
| 第19話 | 陳老人的店           |          |
| 第20話 | 宿命的前奏曲         |          |
| 第21話 | 悲傷的守護者         |          |
| 第22話 | 不公平的幸福         |          |
| 第23話 | 啟程的旋律           |          |
| 第24話 | 與跳動一起           |          |
| 第25話 | 求死的委託人         |          |
| 第26話 | 再一次回到那時刻     |          |
| 第27話 | 我，戀愛了嗎？       |          |
| 第28話 | 約定                 |          |
| 第29話 | 我的妹妹…香          |          |
| 第30話 | 這裹是我的全部       |          |
| 第31話 | 在最後一晚看到的奇蹟 |          |
| 第32話 | 組織派來的女子       |          |
| 第33話 | 神賜予的女兒         |          |
| 第34話 | 兩人的決心           |          |
| 第35話 | 面向未來             |          |
| 第36話 | 傳遞幸福的女子       |          |
| 第37話 | 一塵不染的心         |          |
| 第38話 | 請當我的眼睛         |          |
| 第39話 | 委託人是女明星       |          |
| 第40話 | 蜜奇所隱藏的秘密     |          |
| 第41話 | 自己的所在           |          |
| 第42話 | 只屬於兩人的訊息     |          |
| 第43話 | 我平日的生活         |          |
| 第44話 | 為了我們共同的孩子   |          |
| 第45話 | 人體核彈頭，楊       |          |
| 第46話 | 慈母心               |          |
| 第47話 | 光明的未來？         |          |
| 第48話 | 漸行漸近的命運       |          |
| 第49話 | 拯救我的生命         |          |
| 第50話 | 最後的禮物           |          |

### 製作團隊
- 原作：北条司[3]
- 企劃：諏訪道彦
- 監督：平野俊貴
- 系列構成：植竹須美男
- 角色設計、總作畫監督：西城隆詞（1－24話）→青野厚司（11－50話）
- 美術監督：佐藤ヒロム、本田修
- 色彩設計：小林美代子
- 撮影監督：桑良人
- 編輯：田熊純
- 音樂：岩崎琢
- 音響監督：長崎行男
- 首席製作人：諏訪道彦、吉岡昌仁、植田益朗
- 製作人：北田修一、西村政行、高橋優
- 動畫製作：TMS娛樂
- 製作：天使心製作委員會（讀賣電視台、TMS娛樂、Aniplex、讀賣電視事業）

### 播出頻道
《天使心》電視動畫版是由讀賣電視台、TMS Entertainment、Aniplex、讀賣電視企業聯合製作，2005年10月至2006年9月由讀賣電視台、日本電視台、中京電視台、札幌電視台、山形放送、靜岡第一電視台、西日本放送、福岡放送、長崎國際電視台與鹿兒島讀賣電視台在日本國內播映，2006年4月至2007年3月由TV新潟放送網與Kids Station在日本國內播映，2007年1月至2007年3月由千葉電視台與埼玉電視台在日本國內播映第1至13話，2007年3月起由栃木電視台在日本國內播映。
《天使心》台灣代理權是由曼迪傳播取得，2007年3月22日至2007年10月17日於中視無線台以雙語（主聲道為華語配音，副聲道為日語原音）播映完畢。而香港在無綫電視J2台以雙語（主聲道為粵語配音，副聲道為日語原音）於SUN 1:30am–2:45am （重播 SUN 11:15pm–00:05am） 第47集開始改為 SAT 11:15pm–12:05am （重播 SUN 9:30pm–10:30pm）播放動畫版。
| J2台 星期六25:30-26:15節目 （4月18日起逢星期六23:15-24:05）       | J2台 星期六25:30-26:15節目 （4月18日起逢星期六23:15-24:05） | J2台 星期六25:30-26:15節目 （4月18日起逢星期六23:15-24:05） |
| ----------------------------------------------------------------- | ----------------------------------------------------------- | ----------------------------------------------------------- |
|                                                                   | 天使心 （2008年11月1日－2009年4月26日）                     |                                                             |
| /                                                                 | 叛逆的魯魯修                                                |                                                             |
| J2台 星期一至四21:30-22:00節目 12月29日停播 2月2日停播 2月3日停播 |                                                             |                                                             |
| 銀魂 （ep.100-150）                                               | 天使心 （2010年11月16日－2011年2月15日）                    | 鐵甲萬能俠Z                                                 |

## 電視劇
《天使心》，2015年10月由日本電視台改編自日本漫畫家北條司漫畫作品《天使心》之同名連續劇，於每週日22:30 - 23:25（JST）週日連續劇時段播出，由上川隆也主演。

### 主要角色
| 角色   | 演員     | 介紹                                                                               |
| 冴羽獠 | 上川隆也 | 此劇主角，為接受委託清除地方上不良分子的「城市獵人」。未婚妻槙村香因意外喪生。     |
| 香瑩   | 三吉彩花 | 被組織養育成人的職業殺手。在槙村香的心臟移植至自己身上後，也同時擁有了槙村的記憶。 |
| 槙村香 | 相武紗季 | 冴羽獠的未婚妻，原為花園診所護士。不幸過世後，心臟被殺手組織移植至香瑩身上。       |

#### 咖啡廳
| 角色             | 演員     | 介紹                                                         |
| 海坊主（Falcon） | Bro.TOM  | 咖啡廳老闆。雙眼全盲，擁有強大火力。收留從組織脫逃的劉信宏。 |
| 劉信宏           | 三浦翔平 | 與香瑩同組織的殺手。因故脫離組織，對香瑩有好感。             |
| 波莉（ホーリー） | 山寺宏一 | 男大姊三人組之一，新宿的包打聽情報通。                       |
| 望（モッチー）   | 猩爺     | 男大姊三人組之一。                                           |
| 洛可（ロッコ）   | 戶塚純貴 | 男大姊三人組之一。                                           |

#### 新宿西警察署
| 角色     | 演員                 | 介紹                     |
| 野上冴子 | 高島禮子（特別演出） | 警署主管，為冴羽獠舊識。 |
| 小宮山忍 | 高橋努               | 警署警員。               |

#### 花園診所
| 角色 | 演員          | 介紹                                                     |
| 醫生 | Mickey Curtis | 開設花園診所。槙村香生前工作之處的醫生，因而認識冴羽獠。 |
| 智   | 齋藤惠美      | 花園診所的護士。                                         |

#### 組織Region
| 角色   | 演員     | 介紹                                                       |
| 李堅強 | 龍雷太   | 組織的幕後BOSS，香瑩的親生爸爸                             |
| 卡利托 | 和泉崇司 | 組織殺手，聽命於李堅強，目標為補抓香瑩，若違抗則格殺勿論。 |

### 每集客串
- 第1話

河本麗子：小澤真珠
鈴木研吾：野間口徹
- 第2話・第6話

槇村秀幸：葛山信吾
- 第3話

小佐藤：山田絹代
留（トメ）：螢雪次朗
- 第4話

高畑稔：鳥羽潤
倉本彩菜：（少女時期：林香帆）
倉本沙織：中川真櫻
倉本莊子：朝加真由美
- 第5話

白蘭：前田亞季
早川俊輔：岩城滉一
- 第6話

遠山一真：澀谷謙人（少年時期：澀谷龍生）
- 第7話

茅野夢：石井萌萌果
高波遙：松本若菜
茅野英介：水橋研二
風間雅臣：加藤虎之介

### 製作團隊
- 編劇：高橋悠也
- 導演：狩山俊輔
- 音樂：金子隆博
- 主題曲：〈Save me（日语：Save me）〉西內麻里亞（SONIC GROOVE）
- 音效設計：石井和之（日语：石井和之）
- 動作指導：柴原孝典（日语：柴原孝典）
- 手槍效果：早川光
- 技術協力：NTV Technical Resources、UP SIDE（日语：アップサイド）
- 美術協力：日本電視台ART
- 音響效果：Spot
- 企畫協力：星野由宇
- 原作協力：堀江信彦（COAMIX（日语：コアミックス））
- 宣傳協力：飛田野和彦（COAMIX）
- 製作統籌：伊藤響
- 製作人：次屋尚、千葉行利（K Factory）、宮川晶（K Factory）
- 製作協力：K Factory（日语：ケイファクトリー）
- 攝影棚：國際放映
- 製作：日本電視台

### 播出日程與收視率
| 集數                                                       | 播出日   | 日文標題 | 中文標題                                                                     | 劇本              | 導演     | 收視率 |
| ---------------------------------------------------------- | -------- | -------- | ---------------------------------------------------------------------------- | ----------------- | -------- | ------ |
| 1                                                          | 10月11日 |          | 傳說的城市獵人復活！ 已逝未婚妻的心臓被奪走！現身的謎樣美少女…那是命運的再會 | 高橋悠也          | 狩山俊輔 | 12.5%  |
| 2                                                          | 10月18日 |          | 何謂活著？城市獵人不為人知的的出生真相！                                     | 高橋悠也          | 鈴木勇馬 | 10.0%  |
| 3                                                          | 10月25日 |          | 幸福的少女教我的…重要的承諾                                                  | 高橋悠也          | 狩山俊輔 | 8.1%   |
| 4                                                          | 11月1日  |          | 姐妹間的羈絆與生命的證明！城市獵人復活                                       | 高橋悠也          | 鈴木勇馬 | 10.3%  |
| 5                                                          | 11月8日  |          | 暗殺計畫與自己愛上的女間諜之取捨                                             | 高橋悠也          | 久保田充 | 7.6%   |
| 6                                                          | 11月15日 |          | 奪走最愛的人性命的殺人犯之事實真相                                           | 高橋悠也 根津大樹 | 狩山俊輔 | 7.1%   |
| 7                                                          | 11月22日 |          | 是我殺了那孩子的父親                                                         | 高橋悠也          | 鈴木勇馬 | 9.0%   |
| 8                                                          | 11月29日 |          | 被囚禁的是香瑩 終於到了最終章！                                              | 高橋悠也          | 久保田充 | 8.5%   |
| 9                                                          | 12月6日  |          | 震撼的真相！！為了我所愛的人們！                                             | 高橋悠也          | 狩山俊輔 | 7.8%   |
| 平均收視率9.3%（收視率由Video Research於日本關東地區統計） |          |          |                                                                              |                   |          |        |

| 日本 日本電視台 週日連續劇                 | 日本 日本電視台 週日連續劇                                   | 日本 日本電視台 週日連續劇 |
| ------------------------------------------ | ------------------------------------------------------------ | -------------------------- |
|                                            | 天使心 （2015年10月11日－2015年12月6日）                     |                            |
| 死亡筆記本 （2015年7月5日－2015年9月13日） | 臨床犯罪學者 火村英生的推理 （2016年1月14日－2016年3月20日） |                            |

| 臺灣 緯來日本台 週一至週五 21:00 - 22:00 | 臺灣 緯來日本台 週一至週五 21:00 - 22:00  | 臺灣 緯來日本台 週一至週五 21:00 - 22:00 |
| ---------------------------------------- | ----------------------------------------- | ---------------------------------------- |
|                                          | （2016年8月31日－9月12日）                |                                          |
| （2016年8月19日－8月30日）               | 武士老師 （2016年9月13日－2016年9月26日） |                                          |

## 軼事
- 《天使心》已經是第三次北條司在他自己的作品中使用「貓眼咖啡店」，其餘兩次分別在《貓眼三姐妹》和《城市獵人》中。有趣的是在每個作品中，貓眼咖啡店的店主都是不同人：在《貓眼三姐妹》中店主為貓眼三姐妹，在《城市獵人》中店主為海坊主及美樹（後爲夫婦），在《天使心》中店主為海坊主一人。
- 《天使心》電視動畫版聲優有本欽隆也同時在《城市獵人》的電影中為野上冴子的父親配音。
- 《天使心》電視動畫版第42至43話中出現之板東實道由內海賢二配音。內海賢二在名作《北斗之拳》中擔任拳王拉奧的配音，和擔任拳四郎配音的神谷明分別在片中留下了動畫史上二句經典台詞——「吾之生涯一片無悔！」與「你已經死了！」。更有趣的是，内海賢二還在《貓眼》電視動畫版中為内海俊夫的課長配音。
- 《天使心》漫畫第303回「丹桂的香味」，是整篇漫畫連載時最後一次起用卷頭彩頁，亦是作者北條司到目前為止最後一次為其著作的連載漫畫繪畫卷頭彩頁。之後的話數以至整個第二部都只用黑白描繪。（第二部第一回「命運的吊墜時鐘」扉繪除外。）
- 《天使心》漫畫第二部在結集成單行本時，將在月刊 Comic Zenon 時的倒數第二回(第79回「凶彈的行踪」)及最終回(第80回 「Forever, Angel Heart!!」)合二為一，並將標題改為「Angel City」。所以如果根據單行本回數計，《天使心》全篇漫畫為442回（第一部363回+第二部79回）；而實際上連載回數是443回。（番外篇「一夜的友情」及將第109回大幅加筆的特別篇「獠的求婚」不包括在內。）

## 外部連結
- 天使心動畫官方網站（页面存档备份，存于） （日語）
- 北条司官方網站（日語）
- Sweeper Office 北条司情報，天使心文字連載 （页面存档备份，存于）（日語）
- 天使心電視劇日本電視台官方網站 （页面存档备份，存于）（日語）
- 城市獵人天使心 （页面存档备份，存于）天使心電視劇緯來日本台官方網站（繁體中文）
- 電視劇《天使心》的X（前Twitter）（日語）
- 互联网电影数据库（IMDb）上《天使心》的资料（英文）